# Allan Ray
Allan Ray (ur. 17 czerwca 1984 w Nowym Jorku) – amerykański koszykarz, występujący na pozycjach rozgrywającego lub rzucającego obrońcy, aktualnie gracz Boca Juniors. 
Występował na uniwersytecie Villanova, w którym grali w tym samym sezonie Randy Foye, Mike Nardi i Kyle Lowry. W swoim ostatnim sezonie zdobywał średnio 18,5 pkt na mecz. Został zaangażowany przez Boston Celtics, gdzie w swoim debiutanckim sezonie zdobywał średnio 6,2 pkt na mecz.
25 stycznia 2019 dołączył do argentyńskiego Boca Juniors.

## Osiągnięcia
Stan na 25 stycznia 2019, na podstawie, o ile nie zaznaczono inaczej.
NCAA
- Uczestnik rozgrywek:
  - Elite 8 turnieju NCAA (2006)
  - Sweet 16 turnieju NCAA (2005, 2006)
- Mistrz sezonu regularnego konferencji Big East (2006)
- Zaliczony do:
  - I składu Big East (2006)
  - II składu:
    - All-American (2006)
    - Big East (2005)

  - III składu Big East (2004)

Drużynowe
- Mistrz Chorwacji (2014)
- Wicemistrz:
  - Ligi Adriatyckiej (2014)
  - Włoch (2008)
- 3. miejsce podczas mistrzostw Niemiec (2013)
- Zdobywca pucharu Chorwacji (2014)
- Finalista:
  - pucharu Niemiec (2013)
  - superpucharu Niemiec (2013)

Reprezentacja
- Uczestnik mistrzostw świata U–21 (2005 – 5. miejsce)[4]